# Banca Agricolă

Banca Agricolă a fost o bancă din România.

## Istoric

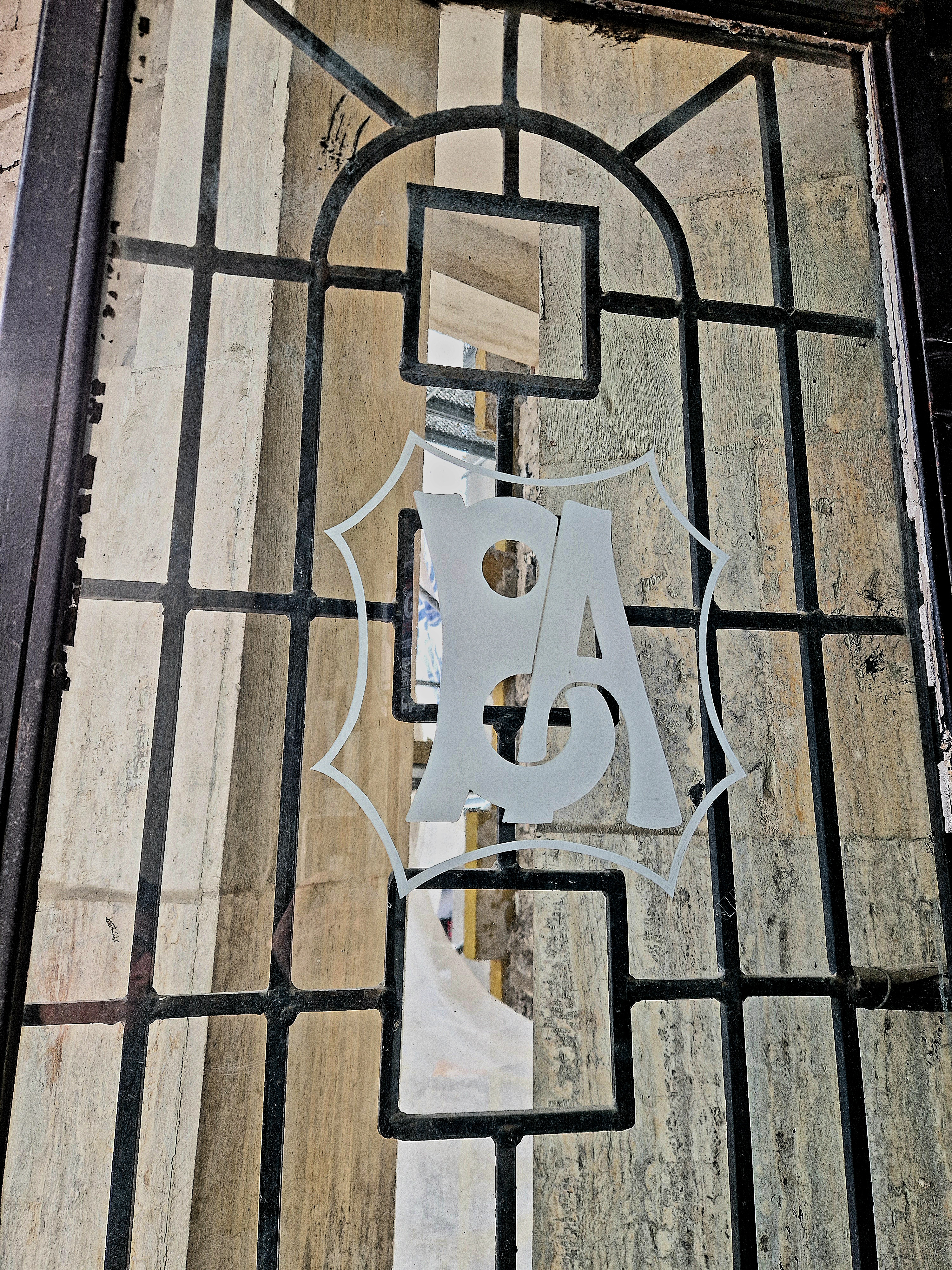
Logo Banca Agricolă

Această bancă avea ca instituție financiară de origine Creditul Funciar Rural, înființat la data de 30.10.1872. Această instituție s-a transformat la 1 aprilie 1937 în Creditul Național Agricol. Din ea, în octombrie 1954 a luat ființă Banca Agricolă. La data de 1 decembrie 1968 din ea a fost creată Banca pentru Agricultură și Industria Alimentară. După Revoluția Română din 1989, la 1 decembrie 1990, în baza legii 15/1990 și a HG 1196/1990 s-a înființat Banca Agricolă, ca societate pe acțiuni. 
Fiind o bancă de stat, puterea politică a impus acordarea unor credite neperformante către diverse "găuri negre", credite care nu au mai fost recuperate și pe care le-au plătit contribuabilii, ceea ce a adus Banca Agricolă în stare de faliment.
Prejudiciul total a fost de 800 de milioane de dolari.

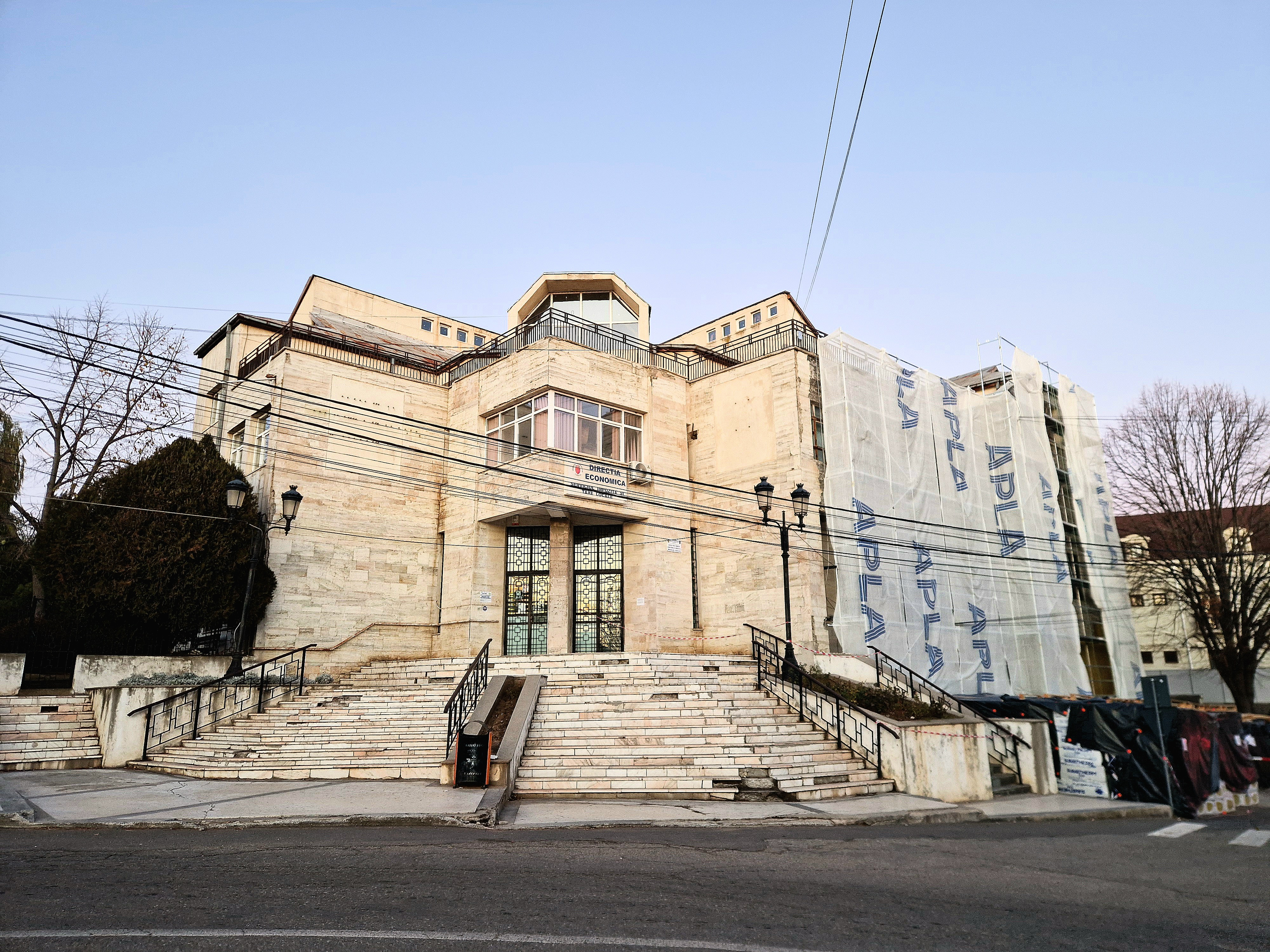
Fostul sediu al Băncii Agricole din Caracal

După ce banca a intrat în dificultăți, în noiembrie 2001, statul român a reușit să scape de Banca Agricolă, care a fost preluată de consorțiul format din banca austriacă Raiffeisen Zentralbank (RZB) și Fondul Româno-American de Investiții (FRAI), privatizarea costând statul român 150 milioane de dolari, în condițiile în care închiderea băncii ar fi presupus costuri mult mai mari, care s-ar fi ridicat la peste 250 milioane de dolari.
Pentru preluare, Raiffeisen Bank a plătit  statului 15 milioane euro cash și a făcut o majorare de capital de 37 milioane de dolari.

## Etape[6]
- Banca Agricolă SA - până la data de 17.08.2001
- Banca Agricolă-Raiffeisen SA - în perioada 17.08.2001-25.06.2002
- a fuzionat prin absorbție cu Raiffeisenbank (România) SA - la data de 26.06.2002